# Dark Satanic, la maledizione
Dark Satanic, la maledizione è un romanzo dell'autrice statunitense Marion Zimmer Bradley, scritto nel 1972 e pubblicato in Italia da TEA nel 2003, che riprende una vecchia passione dell'autrice: i romanzi con forti accenti di occultismo ed elementi inerenti ai generi gotico e paranormale. 
Questo volume è il capostipite di una trilogia scritta dall'autrice sul finire degli anni settanta. A questa seria si agganciano altri quattro volumi, scritti sul finire degli anni novanta.

## Trama
Colin MacLaren fa parte di un'antichissima confraternita nota come i Guerrieri della Luce, sempre alle prese, secolo dopo secolo, millennio dopo millennio, con le forze del male che si incarnano in antichi riti intrecciati a misticismo e occultismo. In questo libro dovrà affrontare una setta pronta a tutto, pur di uccidere. Una congrega di satanisti che vuole impedire la pubblicazione di un'opera maledetta, che un editore newyorkese è pronto a pubblicare a ogni costo.

## Edizioni
- Marion Zimmer Bradley, Dark Satanic, TEA,  pp. 222, cap. 13.